# Трактор

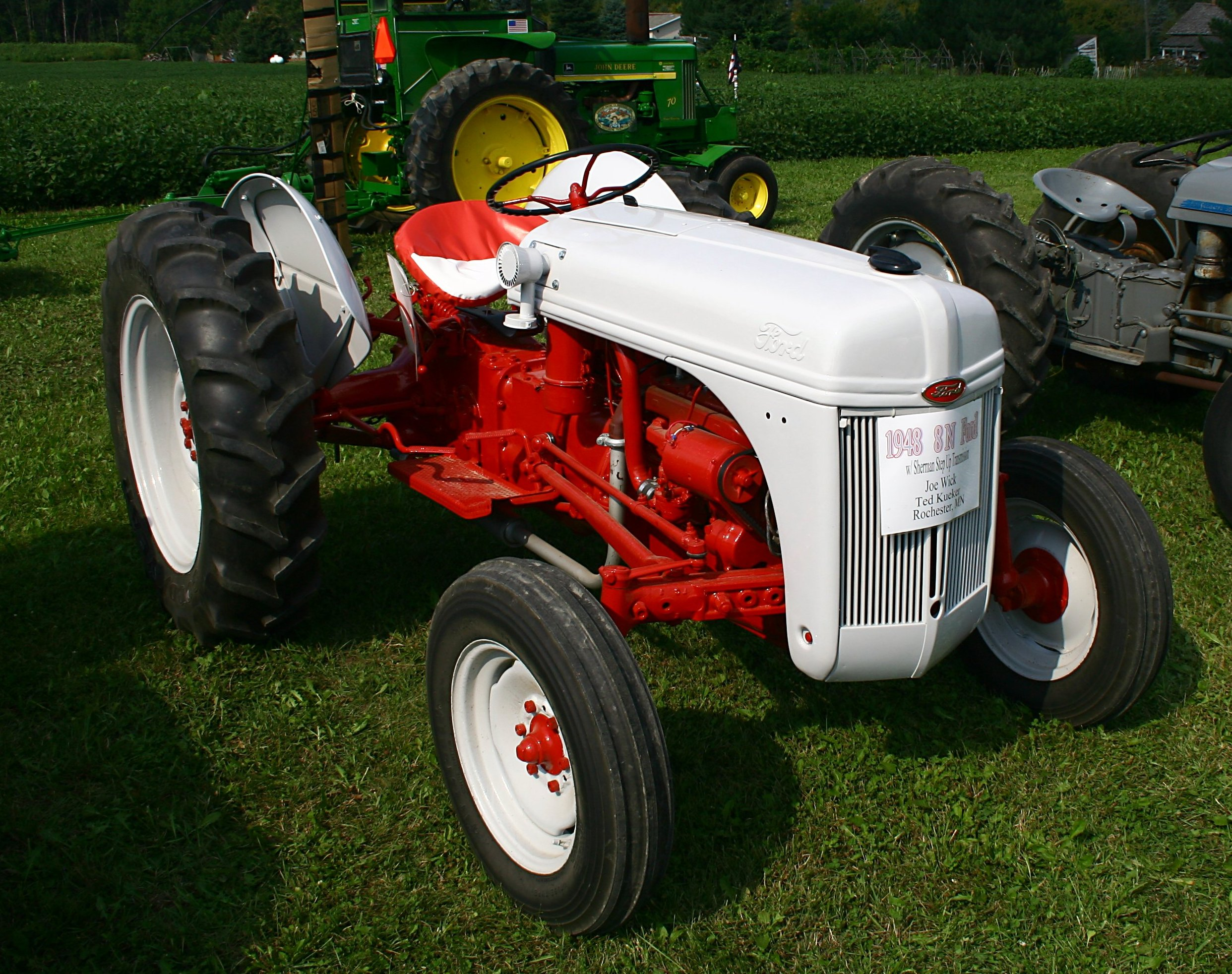
Трактор Ford N-серии произвел революцию в современном механизированном сельском хозяйстве.

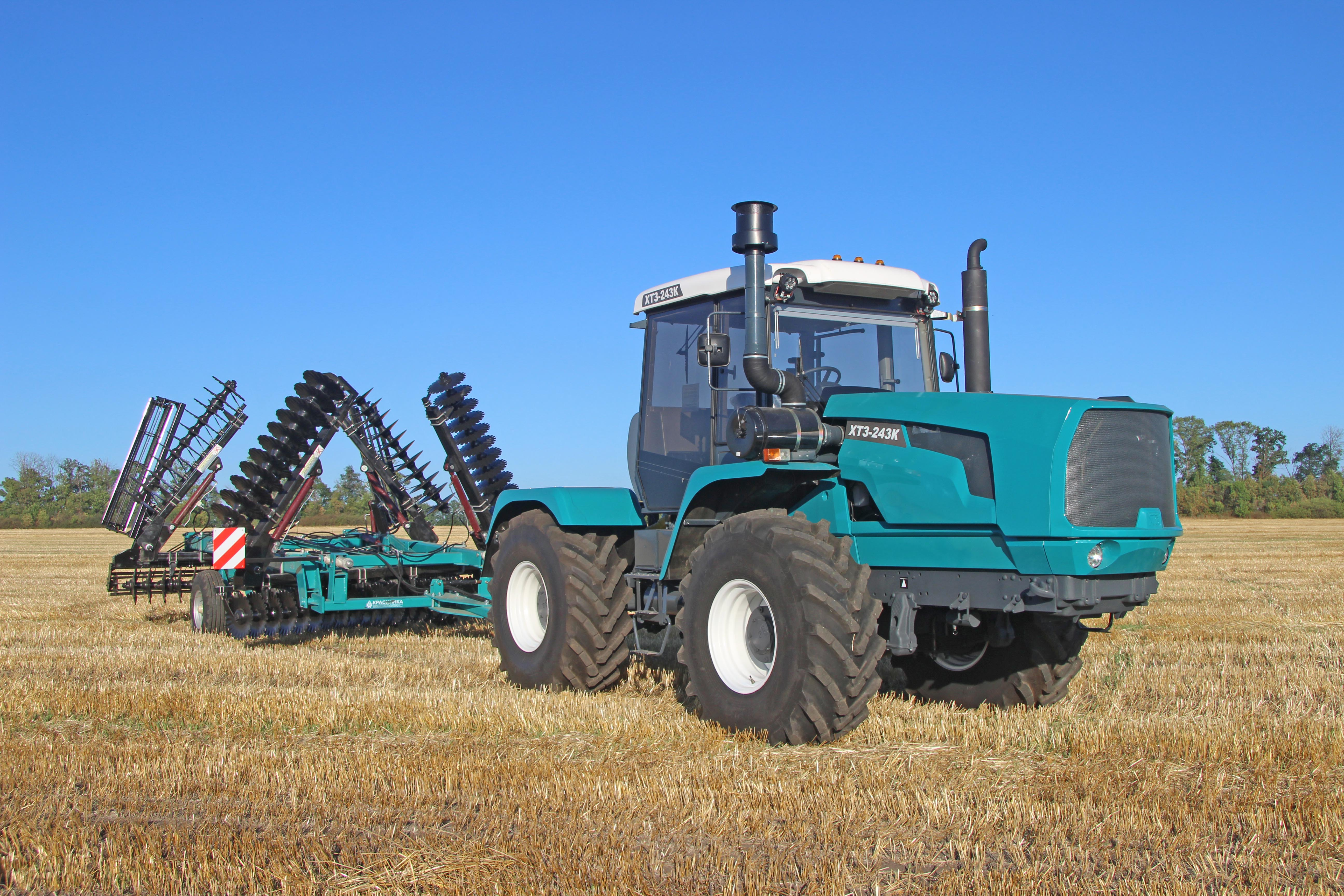
Современный трактор ХТЗ-243К

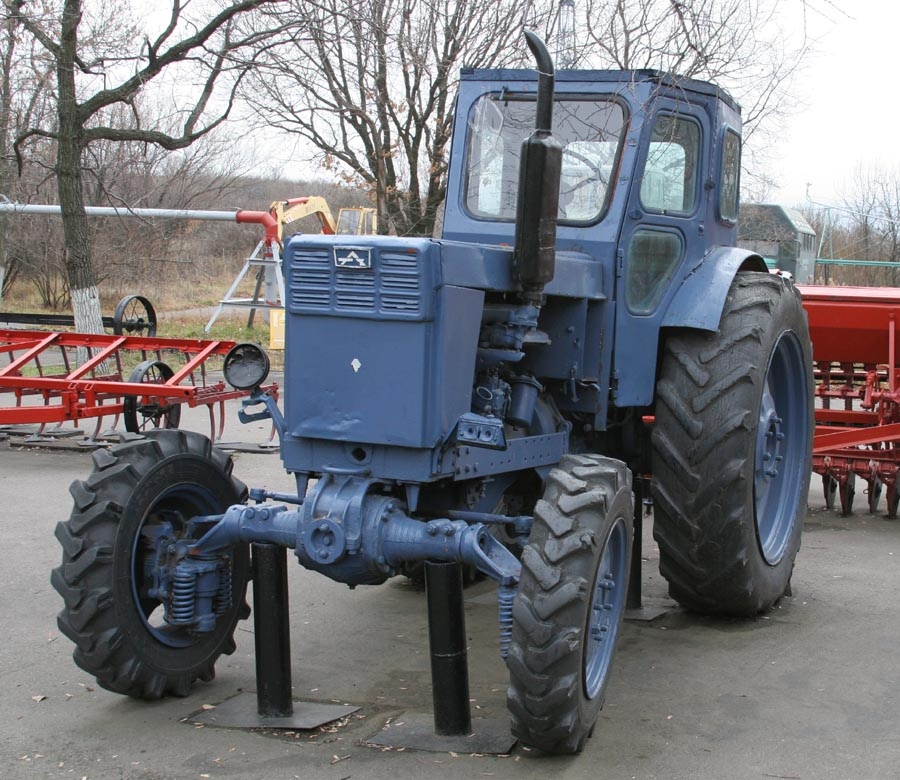
Трактор Т-40. Музей боевой и трудовой славы на Соколовой горе, Саратов

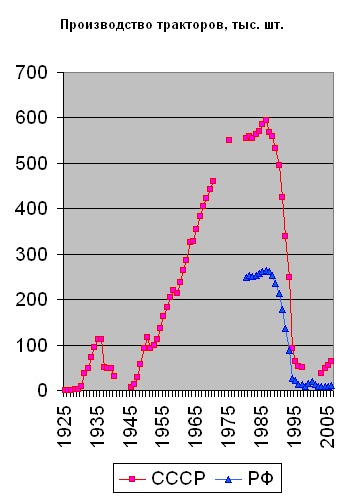
Производство тракторов в СССР/СНГ и РСФСР/РФ, тыс. штук

Тра́ктор (англ. tractor «тягач») — самодвижущаяся (гусеничная или колёсная) машина, выполняющая сельскохозяйственные, дорожно-строительные, землеройные, транспортные и другие работы в агрегате с прицепными, навесными или стационарными машинами (орудиями). Проще говоря, тракторами называются машины для тяги плугов, других сельскохозяйственных машин и грузов. К примеру, промышленный трактор, оборудованный бульдозерным ножом, называется — бульдозер. Некоторые мощные тракторы могут быть оснащены электрической трансмиссией, имея название дизель-электрического трактора, как например ДЭТ-250.
Трактор отличается низкой скоростью и большой силой тяги.
В России к управлению любыми видами тракторов допускаются лица только после прохождения обучения и получившие в Гостехнадзоре удостоверение тракториста (тракториста-машиниста).

## Происхождение слова
Слово «трактор» восходит к латинскому trahere, что означает «тянуть», «волочить». Лицо, управляющее трактором, в зависимости от типа, назначения, мощности двигателя, дополнительного оборудования называется трактористом, машинистом, механиком-водителем, механизатором.

## История

### Изобретение

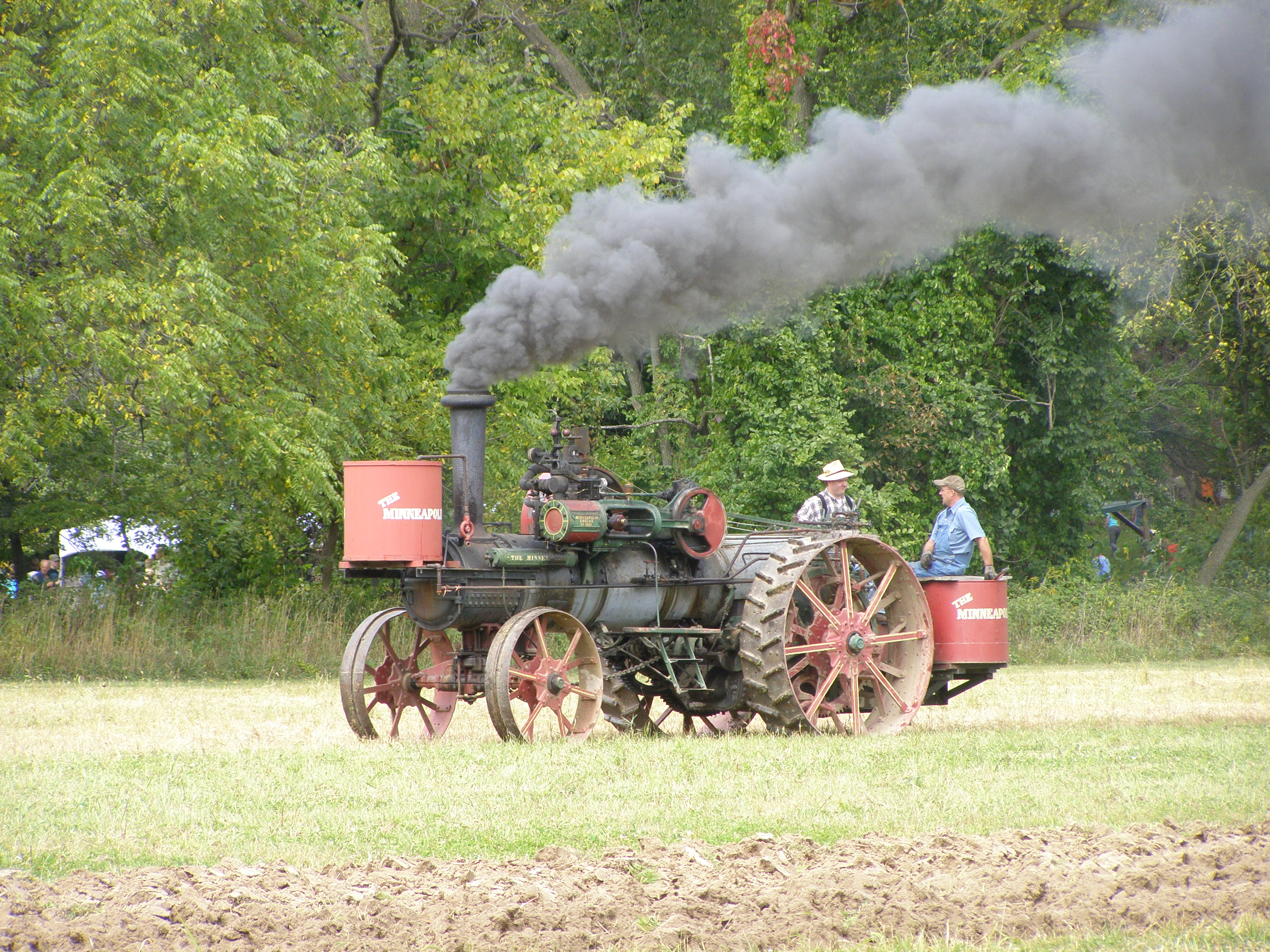
Паровой колёсный трактор

Ещё Джеймс Уатт предлагал использовать стационарную паровую машину для тяги сельскохозяйственных орудий.
Первые подобные тракторам машины появились в XIX веке и были паровыми. Так, ещё в 1850 году английский изобретатель Уильям Говард использовал для пахоты локомобиль. Во второй половине XIX века на полях Великобритании работало уже около двух тысяч таких машин.
Паровые тракторы были непригодны для непосредственной тяги плугов из-за большого собственного веса. Обычная пахота производилась тягой многокорпусного плуга на толстом тросе при помощи лебёдки, расположенной на тракторе, стоящем на упоре на краю поля. Двухмашинная пахота производилась двумя перемещаемыми на краях поля паровыми тракторами, которые челночным способом тягали тросы с плугом, оснащённым оборотными корпусами.
В 1892 году Джон Фролих из округа Клейтон, штата Айова, США изобрёл, запатентовал и построил первый трактор, работающий на нефтепродуктах.
Первым паровым гусеничным трактором в мире, вероятно, можно считать изобретение англичанина Джона Гиткота (изобретатель промышленного ткацкого станка) в 1832 (патент) и постройку в 1837 рабочего экземпляра машины, предназначенной для вспахивания и осушения английских болот. В 1858 году американец В. П. Миллер изобрёл и построил гусеничный трактор, с которым участвовал в сельскохозяйственной выставке города Мэрисвилл (Калифорния) в 1858 году и получил премию за оригинальное изобретение. Ни изобретение Гиткота, ни трактор Миллера дальнейшего развития не получили. Первой признанной практической гусеничной машиной стал Lombard Steam Log Hauler изобретателя Альвина Орландо Ломбарда в 1901 году.
В России первый патент (привилегия) на «экипаж с подвижными колеями», то есть на гусеничный ход, был выдан в 1837 году русскому изобретателю из крестьянин, штабс-капитану русской армии, Д. А. Загряжскому. Вот как он описал своё изобретение: «Около каждого обыкновенного колёса, на котором катится экипаж, обводится железная цепь, натягиваемая шестиугольными колёсами, находящимися впереди обыкновенного. Бока шестиугольных колёс равняются звеньям цепи; цепи сии заменяют до некоторой степени железную дорогу, представляя колесу всегда гладкую и твёрдую поверхность» (из привилегии, выданной в марте 1837 года).

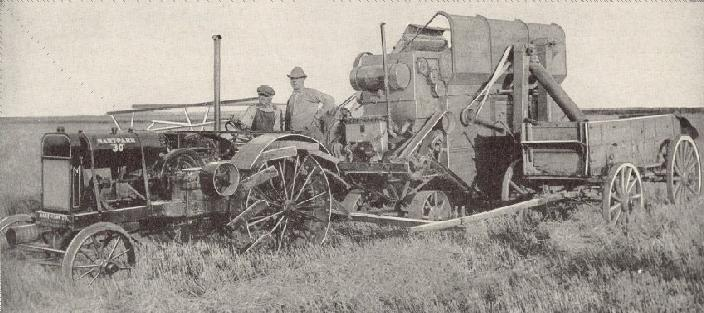
Трактор Харта-Парра

В 1896 году в городе Чарльз-Сити Чарльз Волтер Харт и Чарльз Парр, которые познакомились в колледже, разработали двухцилиндровый бензиновый двигатель. В 1903 году их фирма построила 15 тракторов. Их шеститонный #3 является старейшим трактором с двигателем внутреннего сгорания в Соединённых Штатах и хранится в Смитсоновском Национальном музее американской истории в Вашингтоне, округ Колумбия. Бензиновый двухцилиндровый двигатель имел ненадёжную систему зажигания и давал мощность 30 л. с. на передаточной цепи и 18 л. с. на тяговом устройстве. Харту и Парру приписывают и создание самого слова «tractor», опираясь на латинские корни и являвшееся сочетанием слов «тяга» и «мощность». 

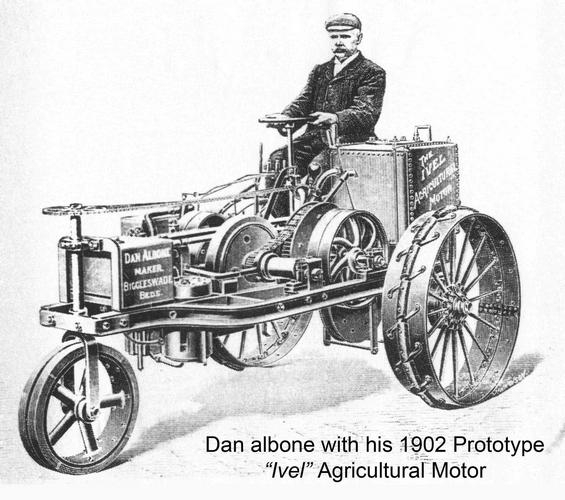
Дэн Элбон с его прототипом Ivel Agricultural Motor. Фото из North Bedfordshire Gazette, 23 января 1903

Первым практически пригодным был трёхколёсный трактор «Ivel» Дэна Элбона 1902 года. Было построено около 500 таких лёгких и мощных машин.
В 1912 году немецкая фирма «Hanomag» начинает выпускать тракторы. В том же году фирма «Холт-Парр» начала выпуск гусеничных тракторов. Машина эта не была гусеничной в полном смысле этого слова, так как металлические ленты были надеты только на задние опорные колёса, а впереди у этой машины оставили обыкновенные колёса. В 1913 году на Всероссийской выставке в Киеве, где был выставлен «Холт», русские эксперты определили его неполноценность. Фирма «Холт» учла указания русских инженеров и переделала трактор целиком на гусеничный ход в 1914—1915 годах.

#### Легенда о тракторе Блинова
По недостоверным источникам, первый русский паровой гусеничный трактор был якобы построен уроженцем села Никольское Вольского уезда Саратовской губернии крестьянином Фёдором Абрамовичем Блиновым.
Согласно документам, в 1879 году он получил патент («привилегию») на «вагон с бесконечными рельсами для перевозки грузов по шоссейным и просёлочным дорогам» и вскоре построил такую гусеничную тележку для использования с конной тягой. Также Блинов выступал с докладом «Паровоз с бесконечными рельсами для просёлочных дорог» на нижегородской выставке в 1896 году.
Писатель Лев Давыдов (наст. фамилия Ломберг) утверждал, что постройка прототипа (самоходного) трактора была закончена Блиновым в 1888 году. Готовой паровой машины малых габаритов ещё не существовало, и Фёдор Абрамович сам соорудил её из листового железа и труб сгоревшего вблизи Балакова парохода. Затем он изготовил такую же вторую машину. Обе они делали по сорок оборотов в минуту. Каждая из них управлялась раздельно. Скорость движения трактора соответствовала скорости движения быков — три версты в час. Таким образом, устройство приводилось в действие двумя паровыми машинами (по одной на каждую «гусеницу») мощностью в 10-12 лошадиных сил каждая. Ф. А. Блинов продемонстрировал его в 1889 г. в Саратове и в 1897 г. на Нижегородской ярмарке. Несмотря на всё, этот трактор так и не стал востребованным ни в промышленности, ни в сельском хозяйстве и дальше прототипа тракторов в России дело не пошло.
Несмотря на распространённость мнения о постройке Блиновым трактора, ни в архивах, ни где-либо ещё нет ни одного документального свидетельства об этом, есть только свидетельства о постройке им гусеничного вагона на гужевом ходу. Сведения о постройке Блиновым самоходного устройства ранее публикаций Льва Давыдова отсутствуют (подробнее см. Блинов, Фёдор Абрамович).

### Внедрение
В 1917 году в США началось массовое производство тракторов «Fordson» на заводах Форда.

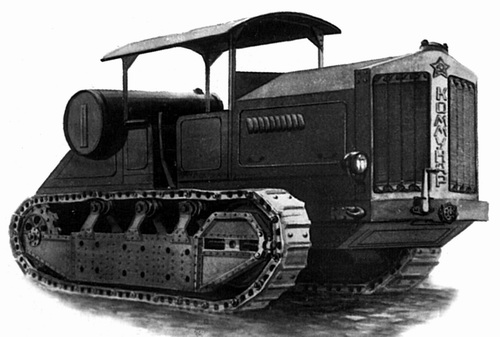
Первый гусеничный трактор СССР «Коммунар»

В 1918 года по указанию В. И. Ленина началась подготовка производства для выпуска тракторов. В 1919 г. изобретатель Я. В. Мамин создал примитивный трактор «Гном» с нефтяным двигателем мощностью 11,8 кВт. 1 апреля 1921 г. был издан Декрет Совета Народных Комиссаров о признании сельскохозяйственного машиностроения делом чрезвычайной государственной важности. В 1922 г. начинают выпускаться тракторы «Коломенец-1» конструкции Е. Д. Львова. В 1922—1923 годах создаётся трактор «Запорожец» под руководством инженера Л. А. Унгера. В 1923 году на токмакском заводе «Красный прогресс» начался выпуск первых в СССР тракторов.
В 1924 году в СССР начался выпуск сразу трёх моделей тракторов: «Коммунар» (Харьковский паровозостроительный завод), «Карлик» и «Фордзон-Путиловец» (Красный Путиловец). В 1930 году были основаны Сталинградский тракторный завод и Харьковский тракторный завод, а в 1933 году — Челябинский тракторный завод. С 1934 года в Ленинграде стал выпускаться трактор «Универсал» (копия трактора Farmall F-20 американской фирмы «International Harvester») с керосиновым двигателем и металлическими колёсами. «Универсал» был первым советским трактором, экспортируемым за границу.

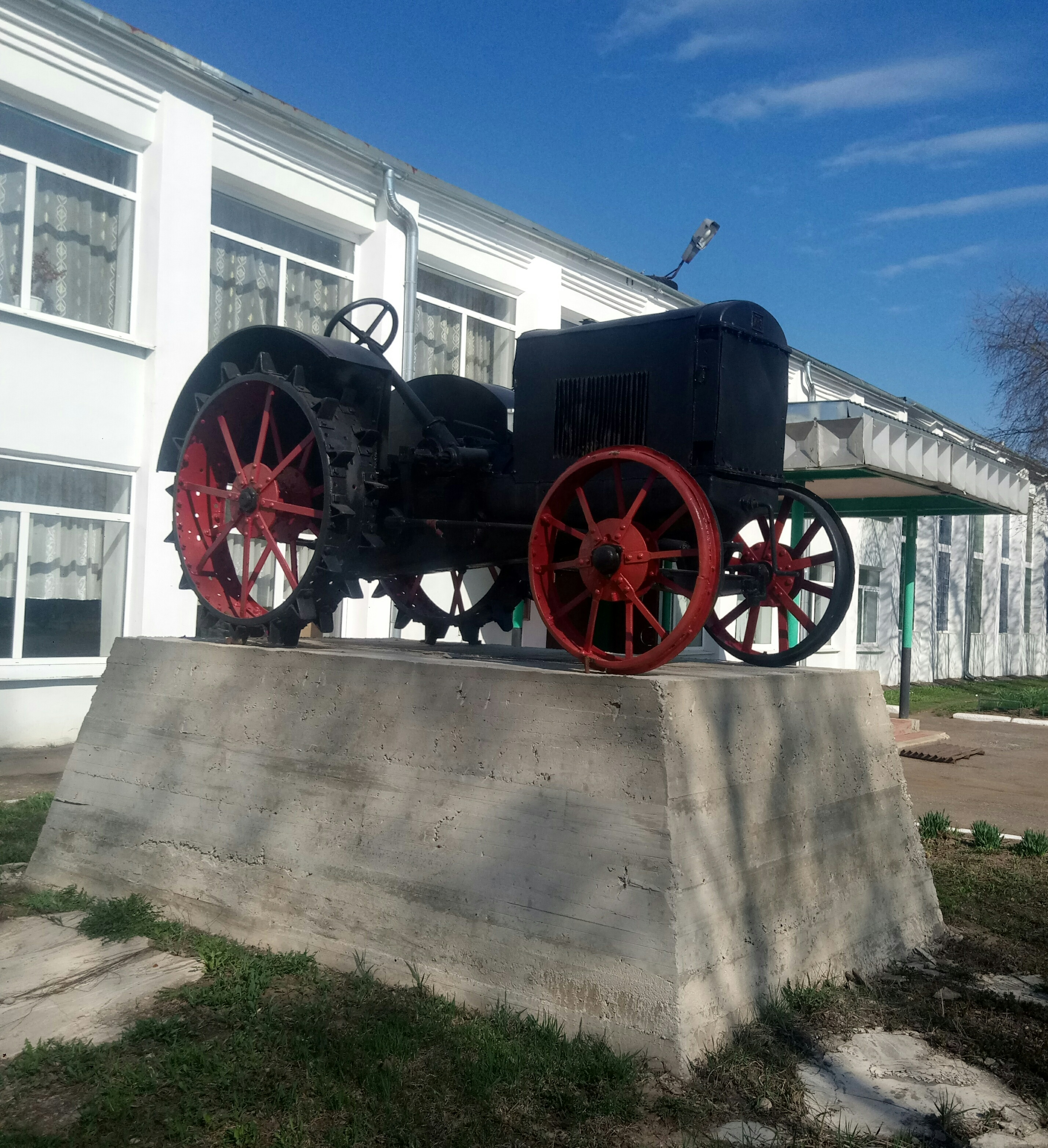
Трактор «Универсал»

Несмотря на сохранившуюся дореволюционную производственную базу (пять заводов пригодных для изготовления тракторов) и наличие собственных разработок (тракторы «Гном», «Коломенец-1», «Карлик», «Запорожец», «Коммунар»), советская промышленность не смогла дать сельскому хозяйству ни достаточного количества тракторов, ни высокого качества выпускаемой продукции. В 1924-25 годах планировалось выпустить 1120 тракторов, однако этот план не был выполнен. В 1925—26 годах планировалось выпустить 1800 тракторов всех типов (с одновременной закупкой за рубежом 14 950 машин); фактически же было произведено менее 900 тракторов, большинство из которых «разваливалось на части после нескольких недель или месяцев работы». Тем не менее, в 1920-е годы были заложены основы советского тракторостроения и подготовлены первые кадры тракторостроителей. Дальнейшее развитие страны требовало строительства крупных специализированных тракторных заводов. Используя полученную от продажи зерна, леса, нефти и нефтепродуктов валюту, с помощью американских и европейских инженеров и поставок оборудования нескольких сотен иностранных компаний, были построены: Сталинградский тракторный завод в 1930 г. (выпускал тракторы СТЗ-15/30 (McCormick Deering 15-30 фирмы «International Harvester»)), Харьковский тракторный завод в 1931 г. (выпускал тракторы ХТЗ, подобные тракторам СТЗ), Челябинский тракторный завод в 1933 г., выпускавший гусеничные тракторы С-60 (Caterpillar Sixty). За десять предвоенных лет советская промышленность произвела для сельского хозяйства порядка 700 тыс. тракторов. Общий выпуск советских тракторов составил 40 % их мирового производства. 
В годы Великой Отечественной войны был построен Алтайский тракторный завод, а в послевоенные годы — заводы в Минске, Владимире, Липецке, Кишинёве, Ташкенте, Павлодаре.

## Устройство трактора

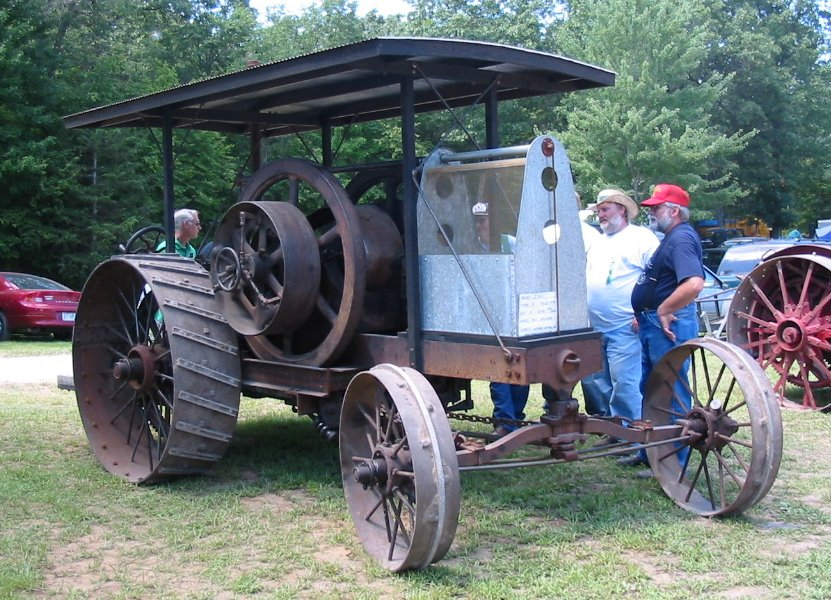
Мирный трактор, 1920-е годы.

Основные элементы трактора: двигатель, трансмиссия, ходовая часть, механизмы управления, рабочее и вспомогательное оборудование. Вне зависимости от типа, силовой установкой современных тракторов является дизельный двигатель (раньше также использовались бензиновые, керосиновые, газогенераторные, нефтяные двигатели внутреннего сгорания). Рулевое устройство колёсных тракторов аналогично автомобильному. Для осуществления поворота гусеничных тракторов притормаживают одну из гусениц фрикционом.
Рабочее оборудование: Тракторы оборудуются гидравлической навесной системой (ГНС), которая служит для соединения трактора с навесной и полунавесной машиной, и управления работой этих машин. ГНС состоит из двух основных частей: из навесного устройства и гидравлической системы. Также на многих тракторах имеется вал отбора мощности (ВОМ), который предназначен для привода рабочих органов, агрегатируемых с тракторами передвижных или стационарных машин.

## Отличия от других транспортных средств

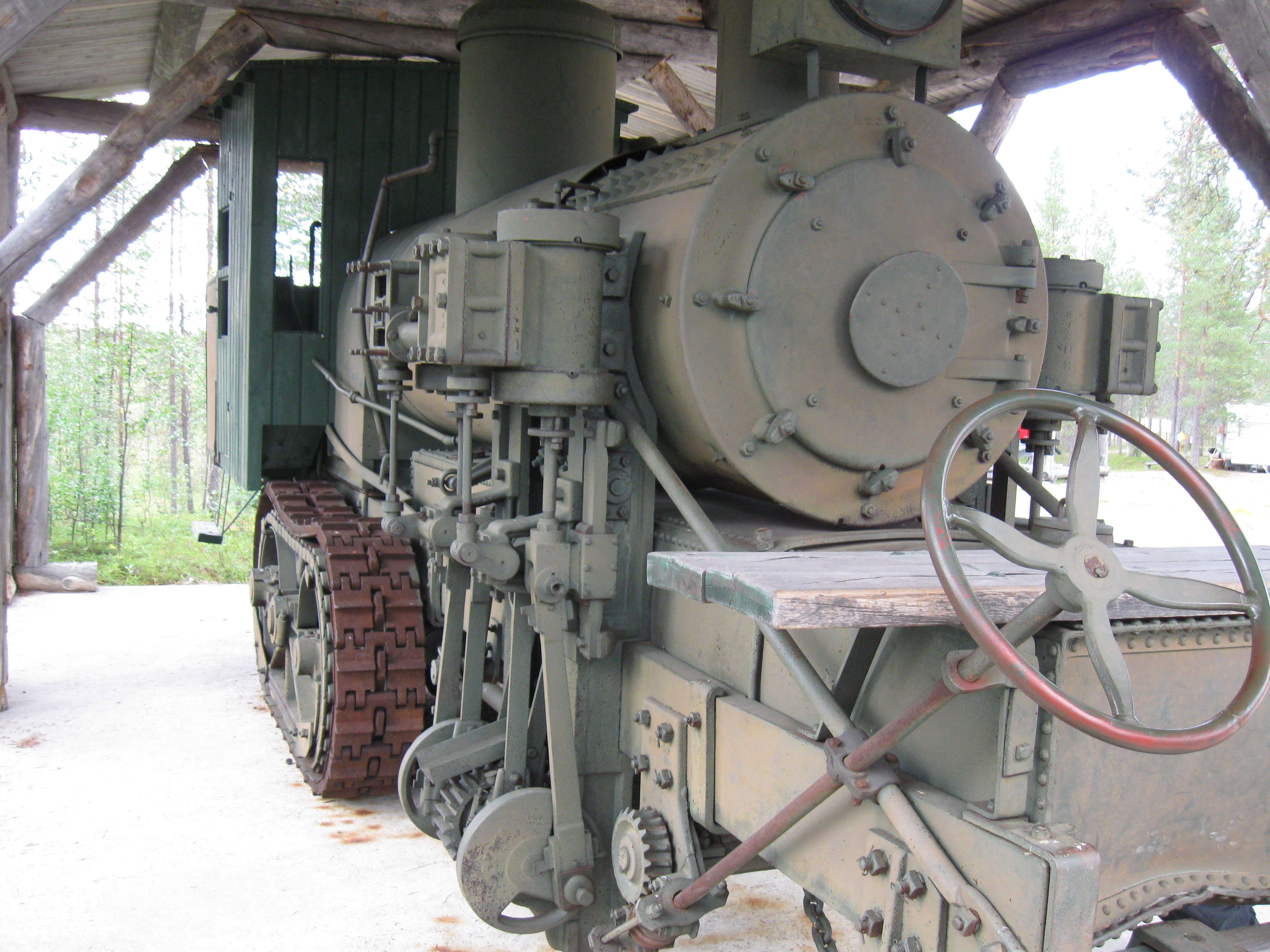
Гусеничный трактор с паровым двигателем

Многие особенности конструкции трактора обусловлены необходимостью развивать большую силу тяги при небольшой скорости движения. Например, дизельные двигатели предпочтительны в том числе потому, что способны выдавать большой по величине крутящий момент при относительно низких скоростях вращения. Двигатели тракторов в большинстве случаев рассчитаны на возможность длительной работы при постоянной частоте вращения и высокой нагрузке.
Коробка передач трактора обычно имеет большое количество передач, для того, чтобы обеспечивать работу двигателя в оптимальном диапазоне оборотов при различных нагрузках и скоростях движения. Также на тракторах могут применяться гидротрансформаторы или даже электрическая передача.
Необходимость реализации большой силы тяги требует использования соответствующего движителя. В большинстве случаев тракторы предназначены для работы на неприспособленных для движения транспорта поверхностях (пашня, грунт, снежная целина, болото). Движение по дорогам общего пользования многим типам тракторов запрещено. Наиболее распространены колёсные тракторы, а также гусеничные и полугусеничные. Ведущие, либо все колёса колёсных тракторов имеют большую площадь контакта с поверхностью и грунтозацепы. Для увеличения силы тяги применяется балластный вес.
Некоторые навесные и прицепные агрегаты, рабочие органы требуют подвода энергии. Для этой цели на тракторах устанавливаются валы отбора мощности и насос для работы гидроприводов.

## Тракторы по типу движения
В тракторах применяются два вида движителей — колёсные и гусеничные. Оба типа имеют преимущества и недостатки.

### Колёсный трактор
Современные колёсные тракторы можно использовать на дорогах общего пользования, где они могут развивать относительно большую скорость. Однако их сила сцепления с грунтом ограничена, а следовательно, ограничена и сила тяги. На рыхлой почве такие тракторы могут пробуксовывать. Для устранения этого недостатка были созданы тракторы с приводом на все колёса, однако такие машины отличаются большим весом и при движении по полю они слишком сильно уплотняют землю. Для снижения давления на почву ширина шин тракторов в последнее время увеличивается (особо тяжёлые модели оснащаются сдвоенными и даже строенными колёсами, как правило, на обеих осях). Некоторые колёсные тракторы имеют возможность перехода на полугусеничный ход, а также шины низкого давления для работы на переувлажнённых и рыхлых почвах.

### Гусеничный трактор

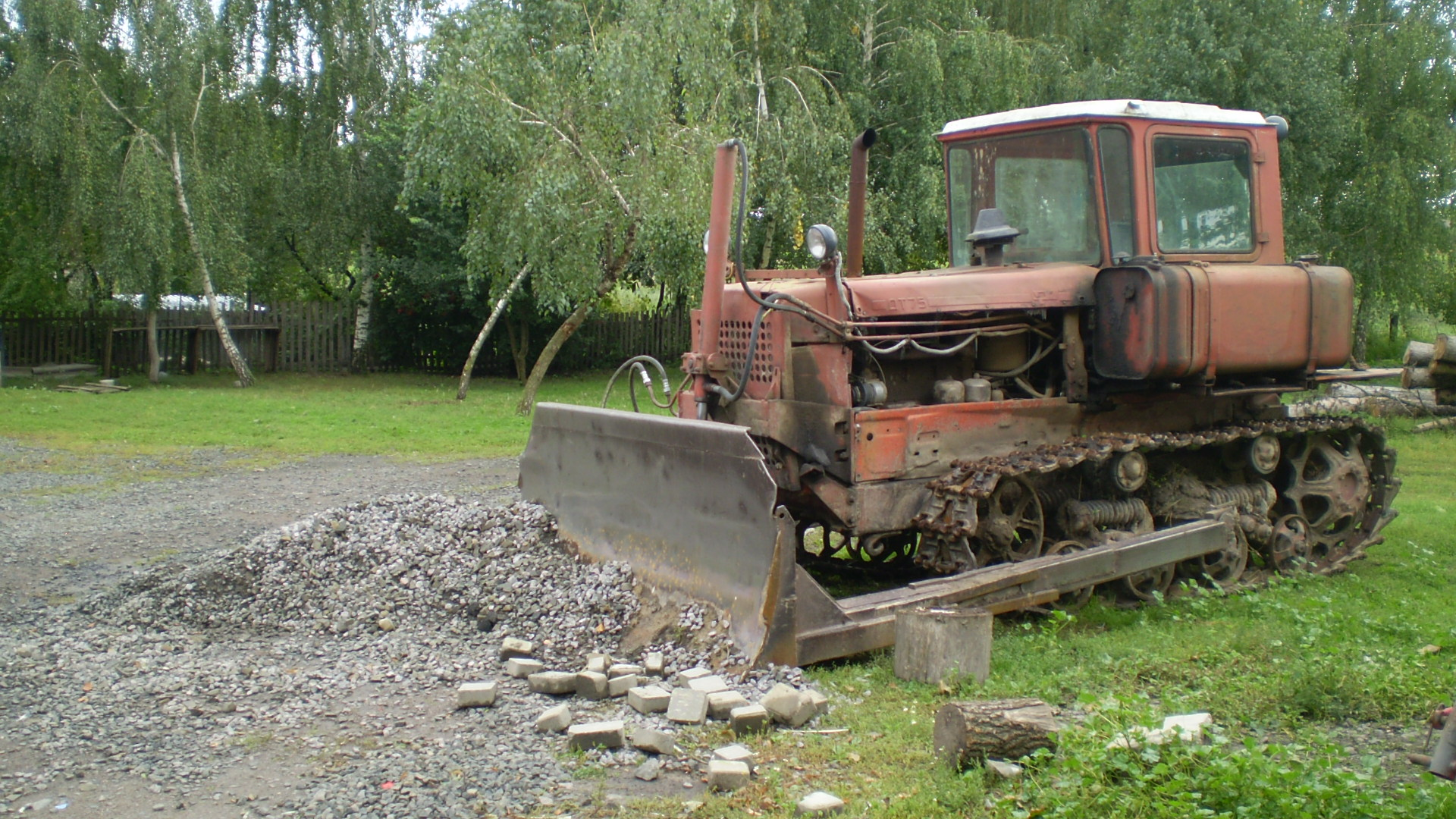
ДТ-75

Гусеничные тракторы имеют бо́льшую силу тяги, чем колёсные. Основной недостаток большинства гусеничных тракторов состоит в том, что они разрушают дорожное покрытие грунтозацепами на звеньях гусениц. Исключение составляют тракторы с резинотросовыми гусеницами. Небольшие скорости движения гусеничных тракторов (5-40 км/ч) компенсируются уменьшенным давлением на грунт по причине большой площади контакта с грунтом, при той же массе, что и у колёсного трактора. Гусеничные тракторы широко применяются в сельском хозяйстве, на слабонесущих почвах и в промышленности из-за своей неприхотливости. В зависимости от назначения тракторы существенно отличаются конструктивными решениями.

## Классификация тракторов по типу силовой конструкции платформы
- рамные;
- полурамные;
- шарнирно-сочлененные;
- безрамные (узлы и агрегаты напрямую скрепляются между собой своими корпусами)[18].

## Классификация тракторов по назначению

### Сельскохозяйственный трактор
Особенности эксплуатации тракторов на сельскохозяйственных работах, а именно, сезонность работ и большие обрабатываемые площади предъявляют к конструкции трактора следующие требования:
- возможность быстрой смены навесного и прицепного оборудования;
- возможность работы и передвижения на повышенных скоростях при сохранении возможности работать с некоторыми машинами (например, картофелекопалками) на предельно малых скоростях;
- необходимость унификации присоединительных устройств у различных моделей тракторов и навесных машин;
- возможность обслуживания и ремонта в полевых условиях.

Поэтому в конструкции сельскохозяйственных тракторов применяются следующие решения:
- двигатель с повышенным числом оборотов;
- многоступенчатая коробка передач;
- возможность установки ходоуменьшителя;
- подрессоренная подвеска;
- унифицированная задняя навесная система (маятниковая, рычажно-маятниковая, рычажная);

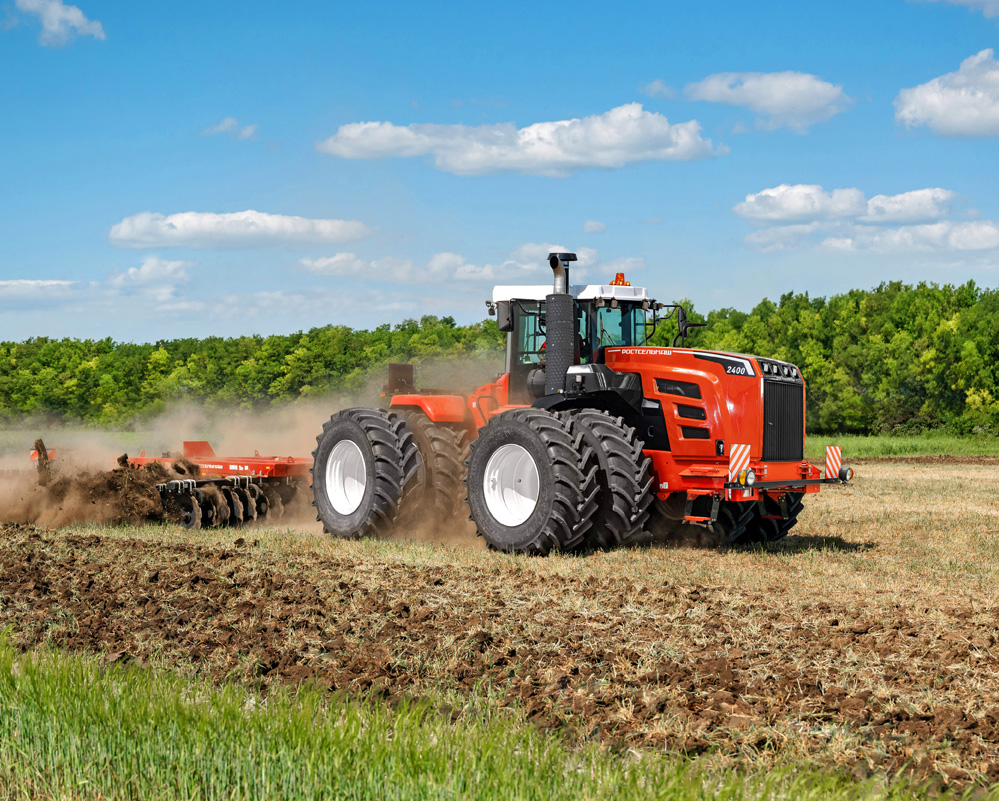
Шарнирно-сочлененный трактор Ростсельмаш 2400 мощностью 430 л. с. боронует почву перед посевом

Сельскохозяйственные тракторы, выпускавшиеся в Союзе ССР, в зависимости от силы тяги на крюке (в тонна-силах) разделялись на классы: 0,2 («Риони»); 0,6 (Т-25); 0,9 (Т-28Х4, Т-40); 1,4 (МТЗ-50, ЮМЗ-6, МТЗ-80, МТЗ-82); 2,0 (Т-54С); 3,0 (ДТ-75, ДТ-75М, Т-150, Т-150К); 4,0 (Т-4А); 5,0 (К-700, К-701); 6,0 (Т-130).

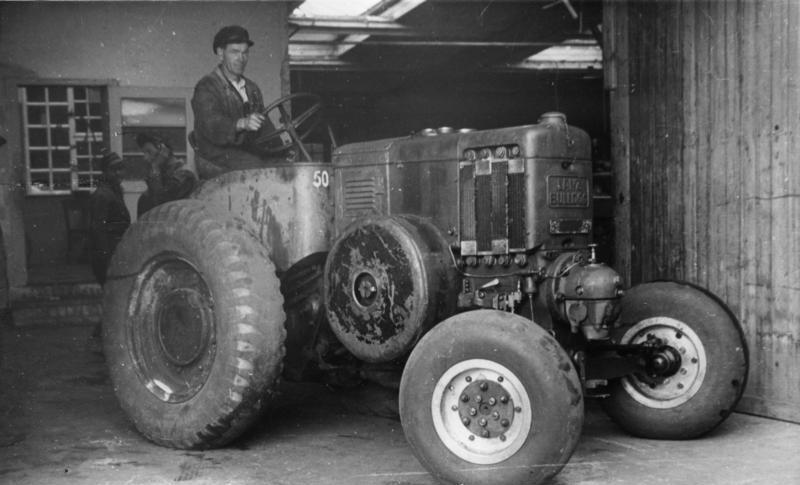
Колёсный трактор с калоризаторным двигателем, 1948 год Германия
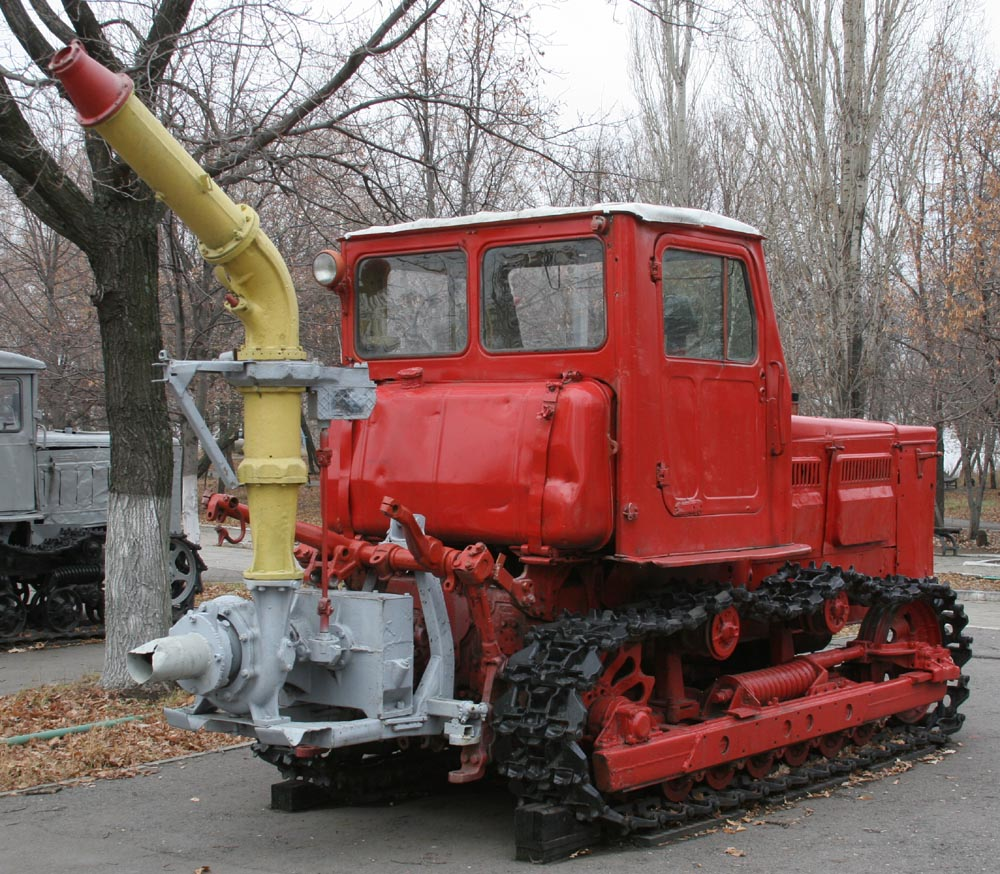
Унифицированная маятниковая навеска сельскохозяйственного трактора (с закреплённым водяным насосом дождевального агрегата)
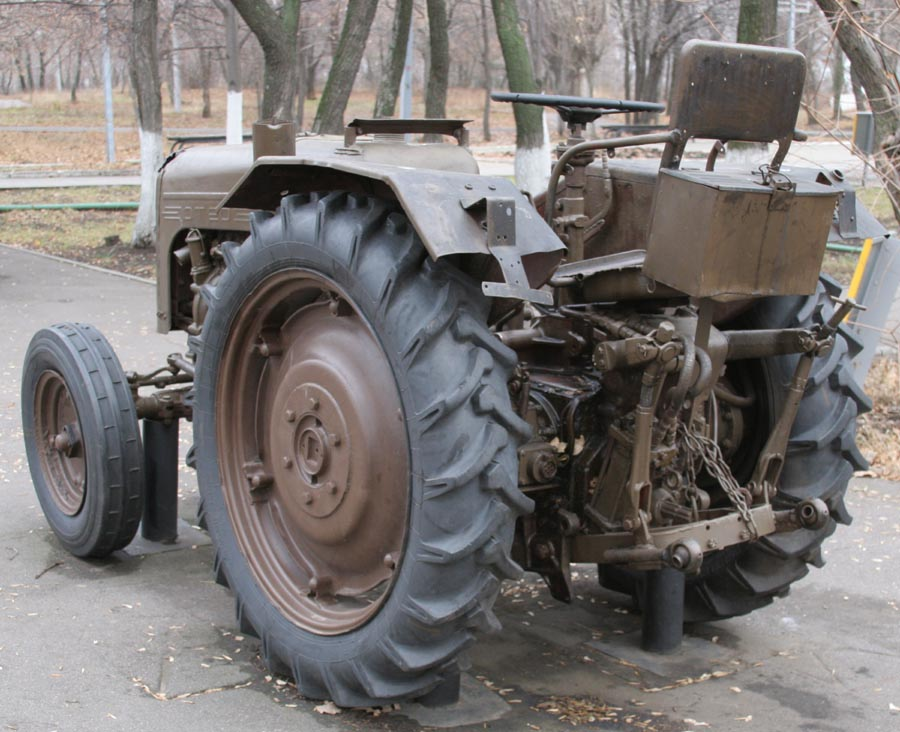
Унифицированная маятниковая навеска сельскохозяйственного трактора. Узкие колёса обеспечивают движение по междурядьям
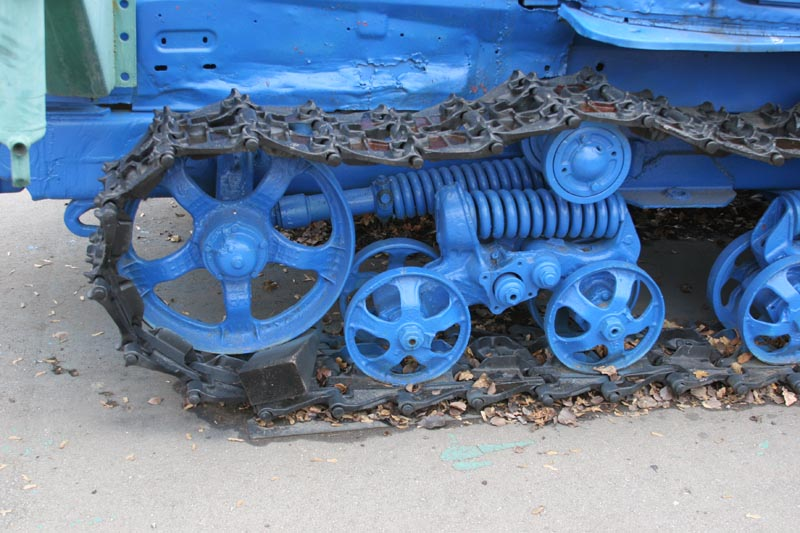
Ходовая часть быстроходного гусеничного трактора ДТ-75
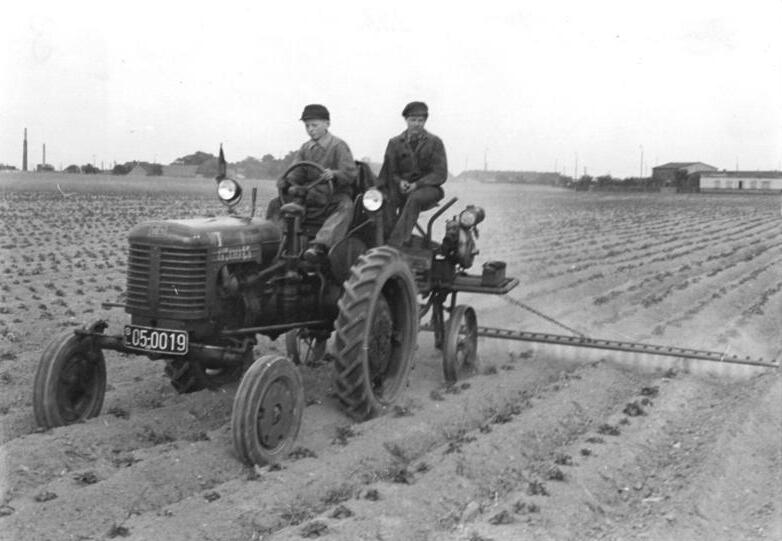
Колея пропашного трактора устанавливается точно кратной ширине междурядий
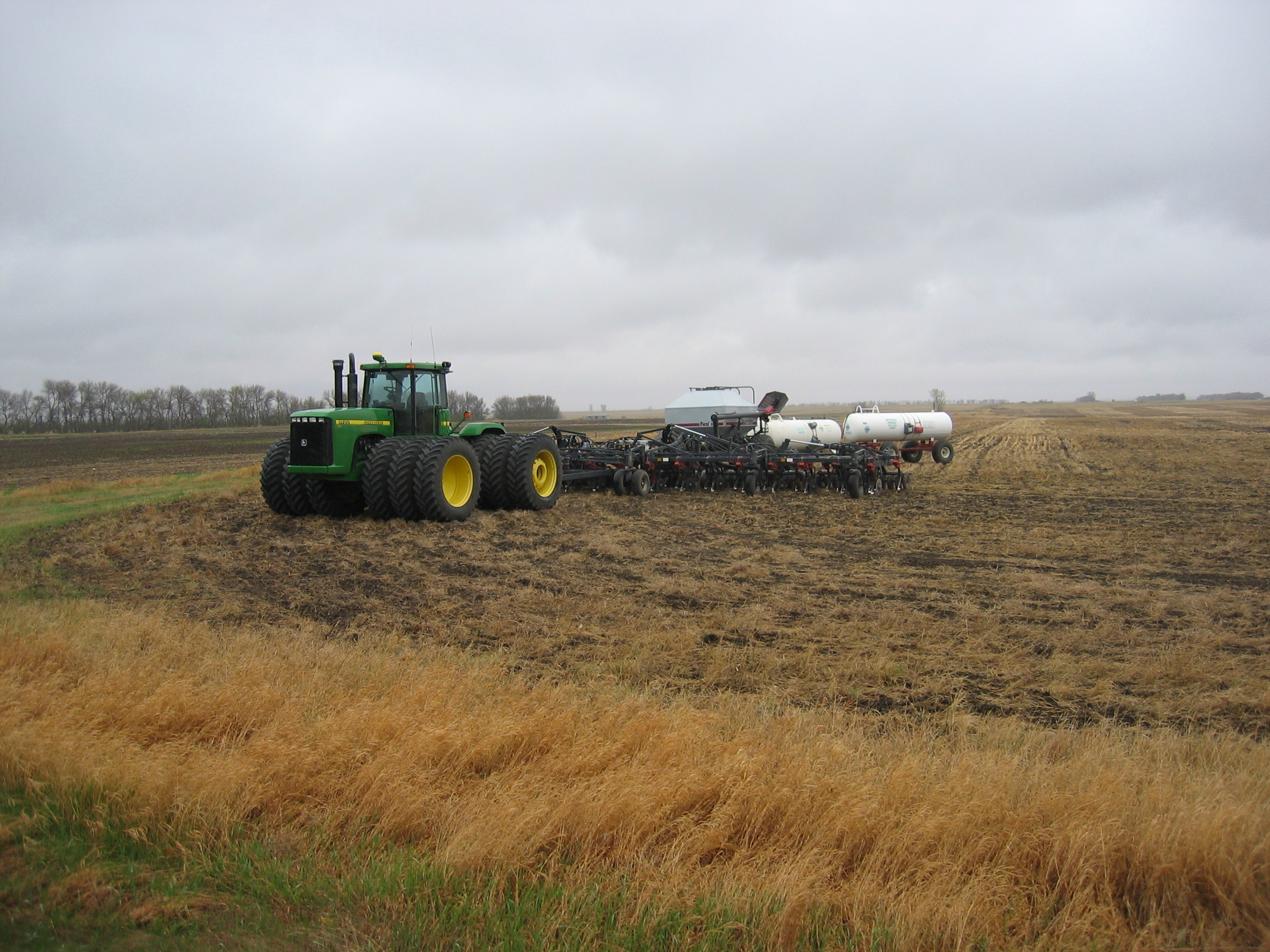
Пахотный трактор. На каждую ось установлено по 6 колёс

Сельскохозяйственные тракторы подразделяются на пропашные и общего назначения.
- Пропашные тракторы предназначены для послепахотной обработки почвы и посевов, используются на сенокосах, уборке овощных и кормовых культур. Могут осуществлять вспашку лёгких почв в садах и теплицах. Отличительной особенностью пропашного трактора является проходимость в междурядьях. Различают несколько схем междурядной обработки, определяющие компоновку пропашного трактора.

Узкогабаритные пропашные тракторы имеют габаритную ширину меньше ширины междурядья и большой дорожный просвет. Используются при возделывании фруктовых и ягодных деревьев и кустарников, а также высокостеблевых овощных культур. К узкогабаритным пропашным тракторам относятся например садоводческие и виноградниковые модификации тракторов Т-38 и Т-70. Мотоблоки и мотокультиваторы также являются разновидностью узкогабаритных пропашных тракторов.
Высококлиренсные пропашные тракторы имеют высоко поднятый остов, движущийся над рядами растений. Ходовая часть таких тракторов узкая, что позволяет уменьшить ширину междурядий. В зависимости от количества рядков растений, находящихся под остовом трактора различают однорядную, двухрядную и многорядную обработку. Для возделывания большинства культур вполне достаточно дорожного просвета 450 мм. С другой стороны, при таком дорожном просвете трактор всё ещё обладает достаточной устойчивостью, что позволяет использовать его и на других работах. Пропашные тракторы с дорожным просветом порядка 450 мм получили название универсально-пропашных. Универсальность подразумевает как возможность возделывания различных культур, так и выполнение различных работ. Важной особенностью универсально-пропашных тракторов является возможность регулирования ширины колеи.
Кроме универсально-пропашных тракторов выпускаются и специализированные высококлиренсные пропашные тракторы. В частности хлопководческие тракторы имеют трёхколёсную ходовую часть и дорожный просвет от 650 мм до 1500 мм.
Универсально-пропашные тракторы могут использоваться для выполнения других работ, для привода стационарных машин. Универсально-пропашные тракторы в основном колёсные. Энергоёмкость универсально-пропашных тракторов лежит в пределах от 18 до 60 лошадиных сил на одну тонно-силу тяги.
Тракторы общего назначения подразделяются на пахотные и транспортные.
- Пахотные тракторы предназначены для сплошной пахоты почв на полях. Пахотные тракторы производства СССР имели тяговый класс от 3 до 10 тонно-сил и энергоёмкость от 25 до 30 лошадиных сил на одну тонно-силу тяги. Гусеничные тракторы осуществляют вспашку на скоростях 6-10 км/ч, а колёсные — 10-20 км/ч. Пахотные тракторы имеют смещённый вперёд центр тяжести. Это необходимо для того, чтобы при работе с плугом равномерно распределить вес на всю длину гусеницы.
- Транспортные тракторы бывают только колёсными. Предназначены для перевозки сельскохозяйственных грузов на прицепах. Имеют высокие рабочие скорости — до 50 км/ч (Т-150). Перевозка сельскохозяйственных грузов транспортными тракторами менее затратна, чем грузовыми автомобилями повышенной проходимости аналогичной грузоподъёмности.

Колёсные тракторы общего назначения сочетают в себе функции пахотных и транспортных. Тракторы общего назначения имеют меньший дорожный просвет по сравнению с пропашными.
В последнее время получили распространение пахотно-пропашные тракторы, ходовая часть которых допускает установку узких колёс для пропашных работ, широких колёс для транспортных работ и спаренных — для пахоты.
Ввиду большой универсальности сельскохозяйственных тракторов они также являются базовыми машинами лёгких строительных бульдозеров и коммунальной техники.
В СССР ряд сельскохозяйственных тракторов (Т-74, МТЗ-82, Т-150К, К-700) имели промышленные модификации для работы с прицепными скреперами, грейдерами, погрузчиками и другими строительными и дорожными машинами, требующими повышенных рабочих скоростей.

### Промышленный трактор
Промышленный трактор предназначен для работы в качестве базовой машины в землеройном или строительном агрегате: бульдозере, скрепере, трубоукладчике. Промышленный трактор характеризуется следующими особенностями:
- эксплуатация в течение всего срока службы с одним и тем же типом рабочего оборудования;
- работа на пониженных скоростях с большим тяговым усилием в условиях буксования ходовой части;
- возможность работы на твёрдых (в том числе скальных) грунтах;
- возможность работы на переувлажнённых грунтах;
- необходимость точного позиционирования рабочего органа относительно грунта;
- доставка к месту проведения работ на спецтранспорте.

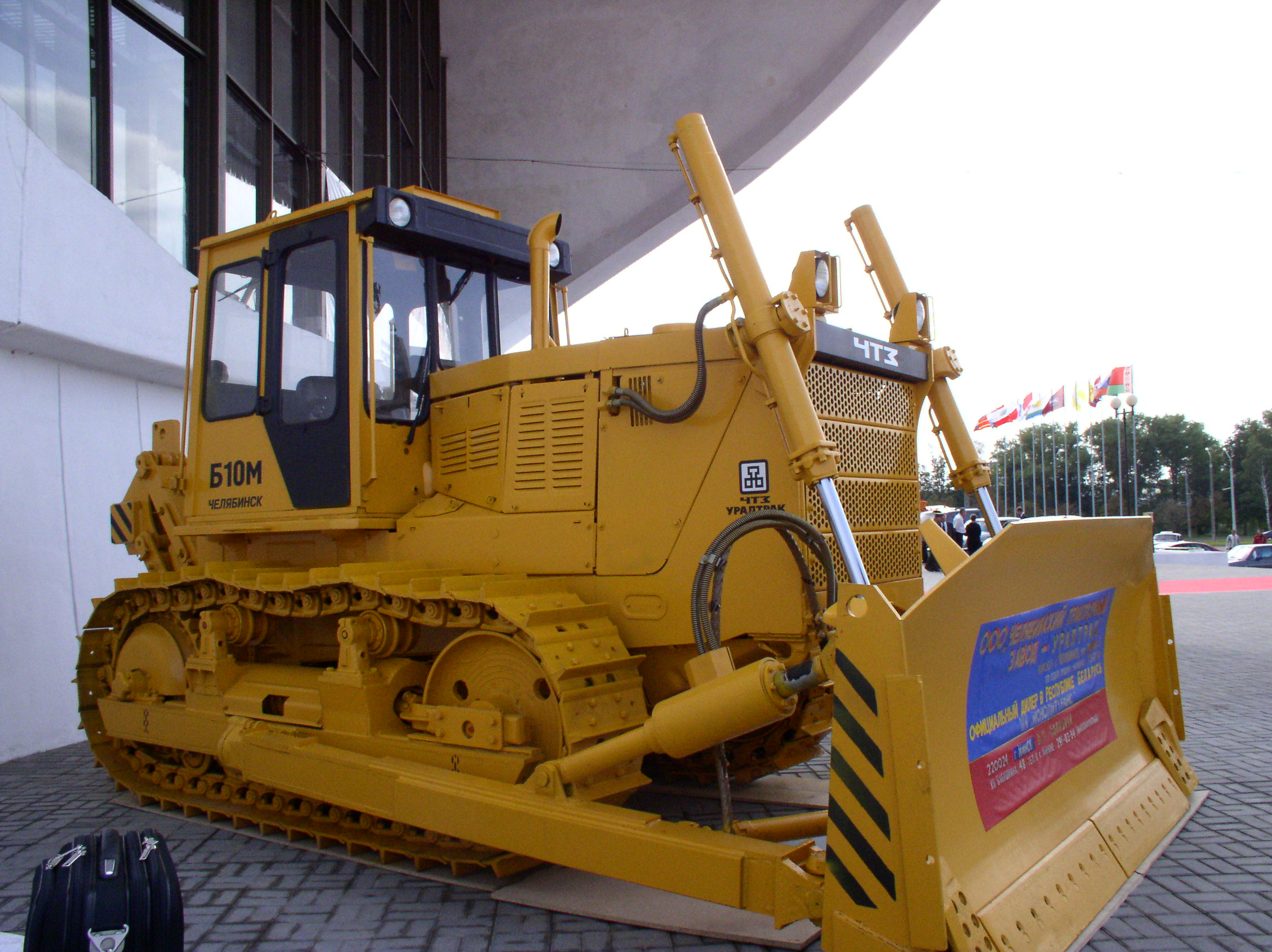
Бульдозерно-рыхлительный агрегат Б-10 на базе промышленного трактора Т-170
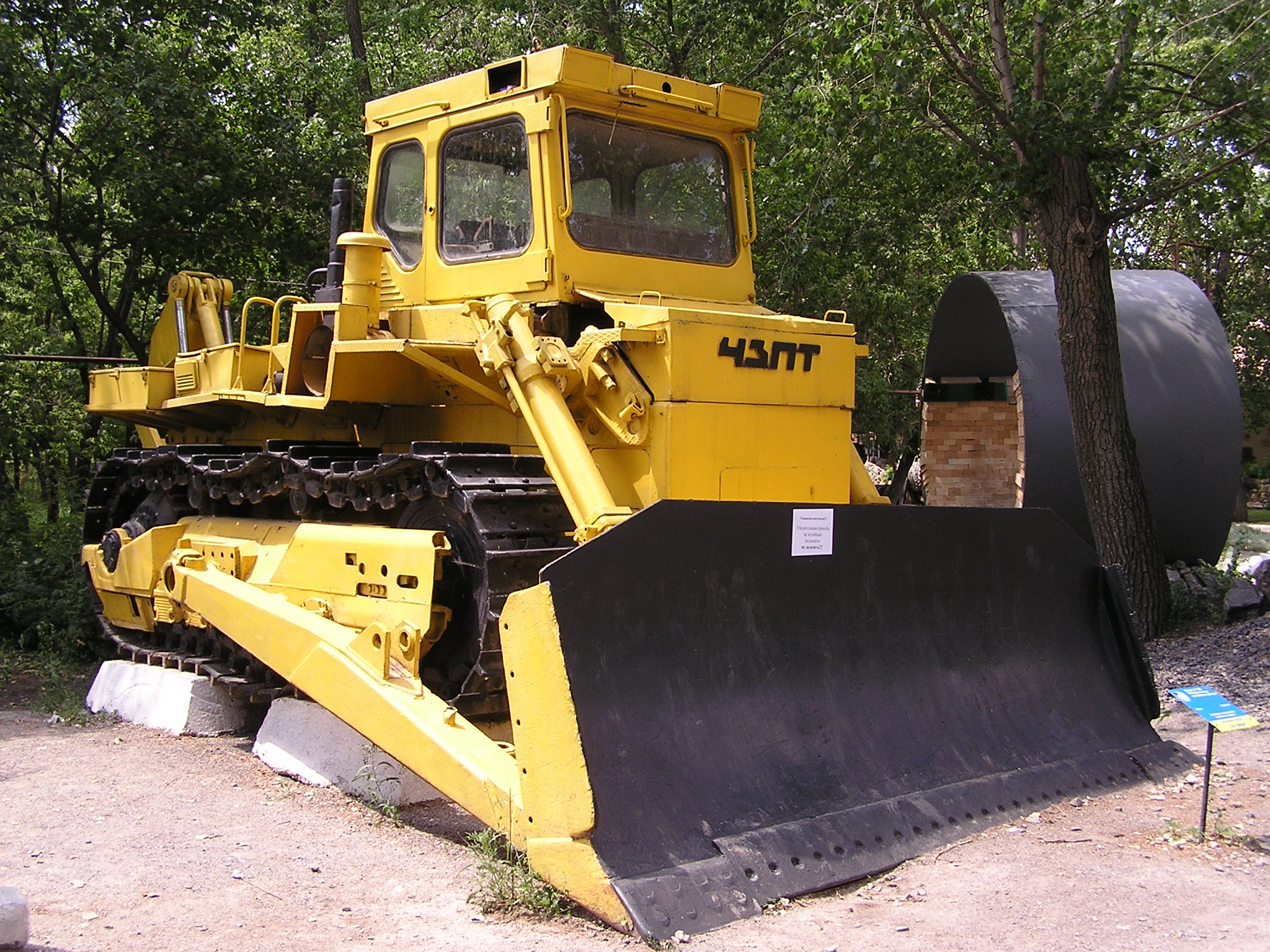
Для улучшения обзора машинистом бульдозерного оборудования промышленный трактор Т-330 имеет переднее расположение кабины. Сравнительно редкое техническое решение
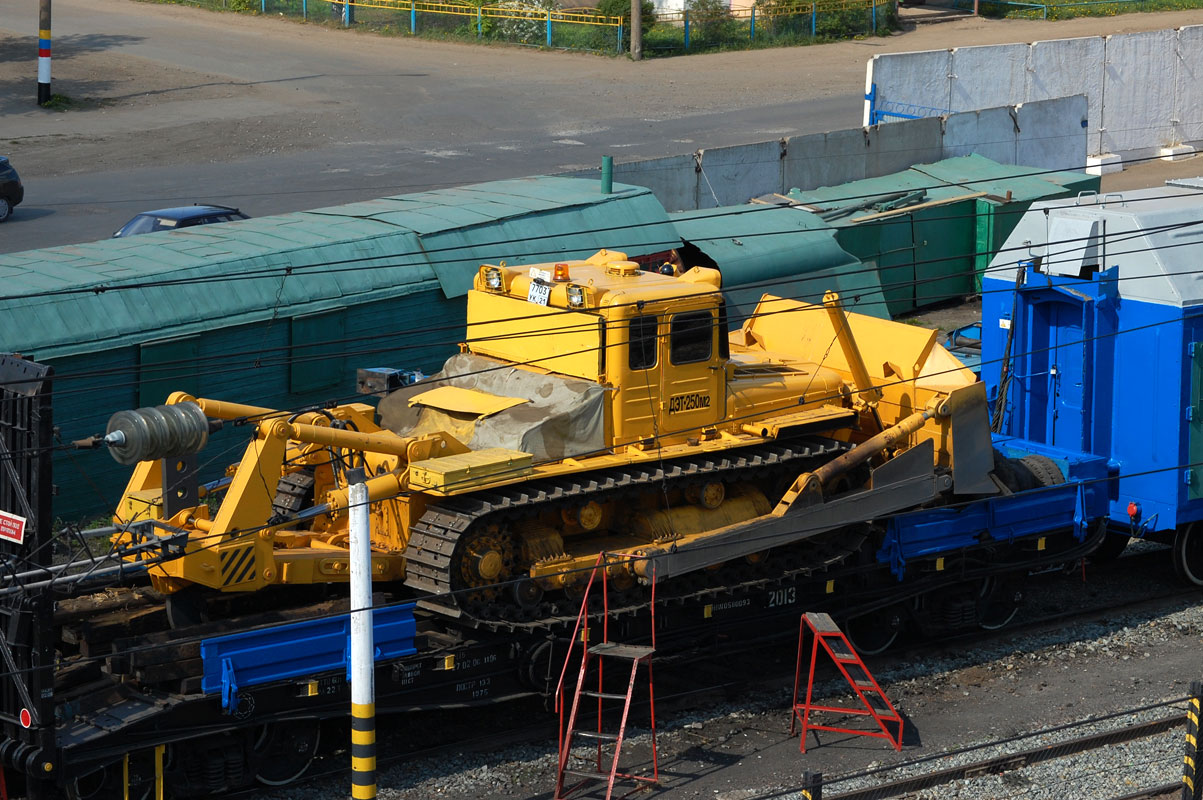
ДЭТ-250М — один из немногих в мире тракторов с электромеханической трансмиссией
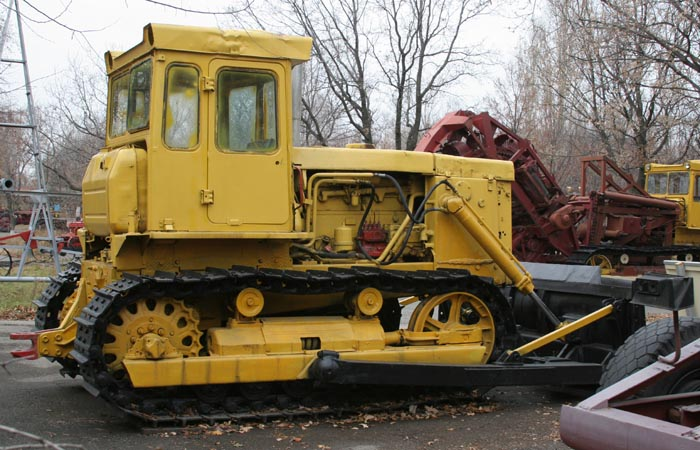
Жёсткая подвеска и усиленная гусеница помогают трактору работать на твёрдых грунтах. Для буксировки прицепных землеройных машин (скрепера, грейдера) трактор имеет тягово-сцепное устройство
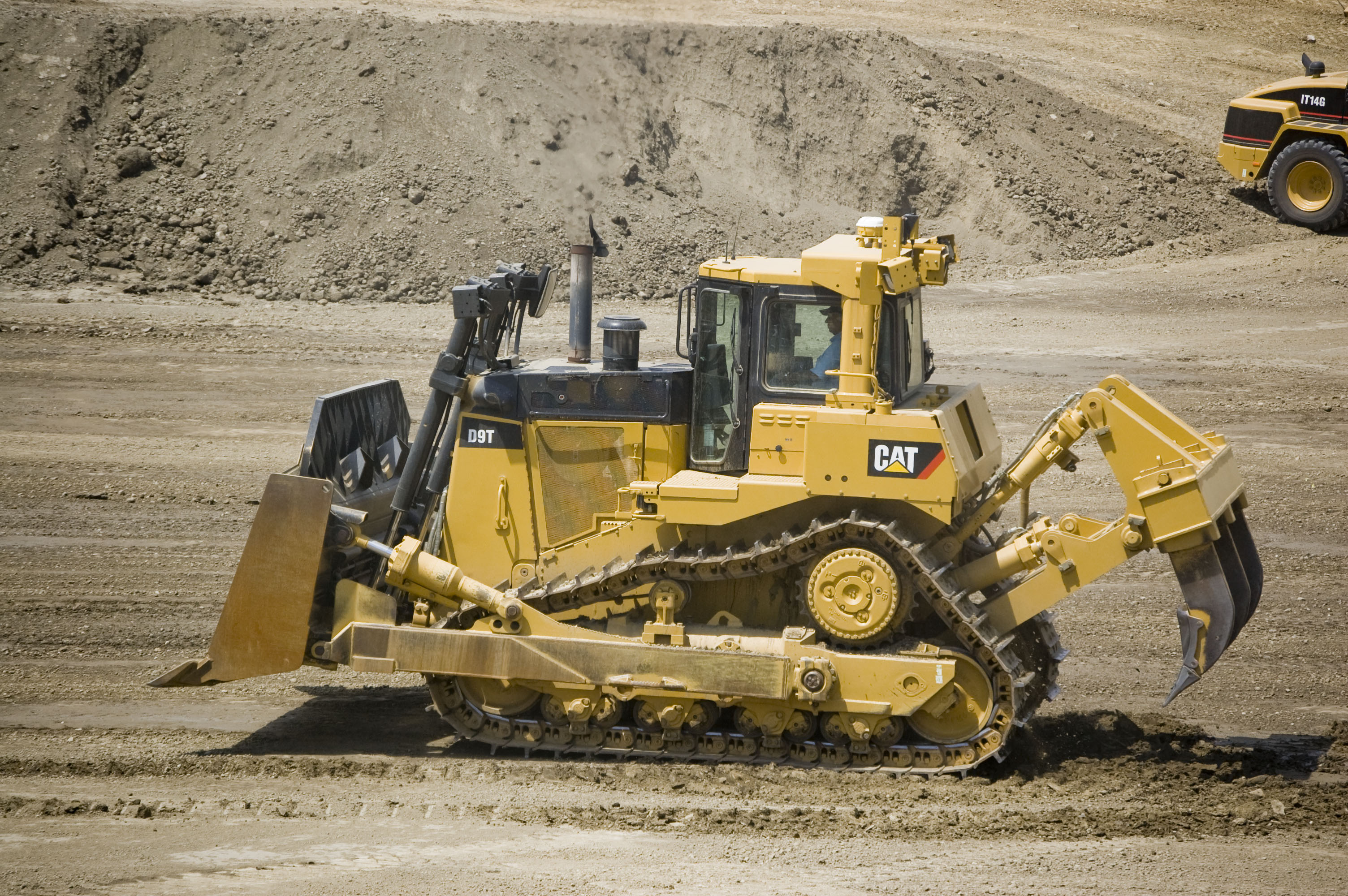
Бульдозерно-рыхлительный агрегат Caterpillar D9 (США)

Конструкция промышленных тракторов отличается следующими решениями:
- малооборотистый двигатель с высоким крутящим моментом;
- применение гидротрансформатора на тракторах тягового класса 15 и выше.
- коробка перемены передач с шестернями постоянного зацепления, смазываемыми под давлением;
- жёсткая (или полужёсткая) подвеска;
- ходовая часть и рама усиленной конструкции;
- бронированные капот и нижняя часть моторного отсека для защиты двигателя от камней, переваливающихся через отвал;
- наличие усиленных шарниров для крепления отвала, рыхлителя и гидроцилиндров;
- гидравлическое оборудование повышенной энергоёмкости;
- улучшенная обзорность из кабины вперёд;
- возможность работы при низких температурах.

Отличительно особенностью промышленных тракторов является смещённый назад центр тяжести. Это необходимо для того, чтобы в составе бульдозерного агрегата (вес отвала может составлять до 20 % веса трактора) распределение веса на всю длину гусениц было равномерным. Поэтому, при использовании трактора без бульдозерного отвала на переднюю часть рамы устанавливается противовес.
Низкие рабочие скорости (2-3 км/ч) промышленных тракторов обуславливают их сравнительно невысокую энергоёмкость — порядка 15 лошадиных сил на одну тонно-силу тяги.
Для промышленных тракторов оптимальна гидромеханическая трансмиссия, позволяющая реализовывать полную мощность двигателя на особо малых скоростях. Встречаются тракторы с электрической передачей (например, ДЭТ-250М. ДЭТ-320).
В отличие от сельскохозяйственных тракторов, промышленные являются узкоспециализированными, изначально проектируемые для работы в составе конкретного типа машины (обычно бульдозерно-рыхлительного агрегата).
Промышленные тракторы преимущественно гусеничные, но для работы с погрузчиками и некоторыми дорожными машинами применяют и колёсные тракторы (в основном, модификации сельскохозяйственных тракторов).
В СССР на базе промышленных тракторов создавались сельскохозяйственные тракторы для пахоты целинных земель (Т-100МГС, Т-130, Т-170), отличавшиеся установкой задней навески сельскохозяйственного типа.

### Трелёвочный трактор

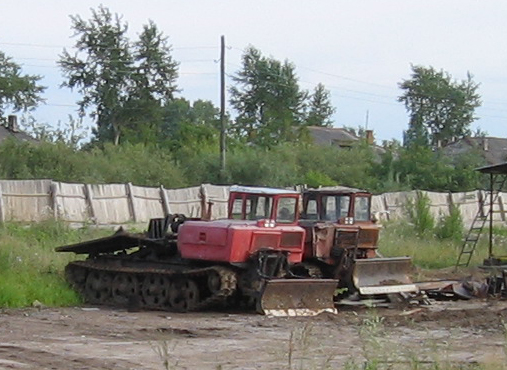
Двигатели и кабина трелёвочного трактора расположены спереди. За ними платформа для трелёвки леса

Трелёвочный трактор предназначен для перевозки стволов деревьев от места рубки до места промежуточного складирования. Трелёвочные тракторы обычно строятся на базе сельскохозяйственных тракторов и отличаются от них компоновкой, позволяющей разместить на задней части рамы платформу с лебёдкой для чекерной трелёвки леса (например ТДТ-55, ТТ-4) или гидравлический захват для бесчекерной трелёвки леса (например ЛТ-187 на шасси ТТ-4М). Отличительной особенностью трелёвочных тракторов является ходовая часть с большой опорной площадью, что снижает эрозионное действие на лесную подстилку.

Трактор Катерпиллар, буксирующий орудия на фронте ПМВ (1916 год).

### Армейский трактор
Ранее тракторы находили применение и в строевых частях вооружённых сил (армий) многих государств. Широко использовались в Первую мировую войну. Армейский трактор предназначен для буксировки артиллерийских орудий и других прицепных систем вооружения. Основные требования, предъявляемые к армейским тракторам — высокая скорость на марше, высокая проходимость, приспособленность для работы в различных климатических условиях. Армейские тракторы представляли собой, как правило, модификации сельскохозяйственных и трелёвочных. В годы Второй мировой войны в ряде действующих армий (в том числе в Красной армии) нашли применение бронетракторы, на которые устанавливалось пушечное вооружение или реактивные системы залпового огня «Катюша» (к примеру — СТЗ-5-НАТИ). В современных условиях применяются крайне редко, поскольку по тактико-техническим характеристикам уступают современным автомобилям-тягачам повышенной проходимости. В Советской армии ВС Союза ССР, начиная с 1950-х годов, тракторы применялись только в специальных войсках, хотя в армиях стран НАТО все ещё ограниченно используются для транспортировки артиллерийских орудий в условиях труднопроходимой местности.

## В искусстве
- Научно-технический музей истории трактора в Чебоксарах[20].
- Фильм «Трактористы» (1939).

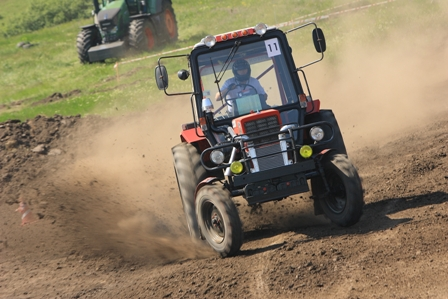
Тракторная гонка

- Тракторист — распространённый персонаж русских, белорусских и украинских народных песен.

## В спорте
- Хоккейный клуб «Трактор» Челябинск
- Футбольный клуб «Трактор Сази» Тебриз (Иран)
- Футбольный клуб «Трактор» Ташкент